# كوركوت
كوركوت (بالتركية: KORKUT) هو مدفع مضاد للطائرات ذاتي الحركة، تركي الصنع، طورته شركة أسلسان.
صُمم ليحل محل نظام إم 42 أيه 1 داستر الأمريكي المستخدم في القوات المسلحة التركية، تضم كل منظومة من منظومات كوركوت مركبة قيادة وسيطرة و3 منصات أسلحة. تحمل كل منصة سلاح مدفعي أورليكون عيار 35 ملم، من نوع كيه دي سي-02، مصنعان بترخيص في شركة الصناعات الميكانيكية والكيميائية. يمكن لكل نظام إطلاق 1,100 طلقة في الدقيقة في مدى يصل إلى 4 كلم. لمركبة القيادة السيطرة مدى رادار فعال يصل إلى 70 كلم. مركبتا نظام الأسلحة والقيادة السيطرة في مشروع كوركوت مبنيتان على مركبة أيه سي في-30، وهي مركبات برمائية بالكامل، لها القدرة على دفع نفسها في المياه العميقة والأنهار.
بدأ تطوير منظومة كوركوت في 2016، وسُلمت وحداتها للقوات المسلحة التركية أول مرة في مارس 2019.
أدخلت تركيا منظومة كوركوت ضمن مشروعها المسمى «القبة الفولاذية» الذي يهدف لتوفير دفاع جوي متعدد الطبقات.